# Муравьёв, Назарий Степанович
Назарий Степанович Муравьёв (1737—1806) — российский государственный деятель, губернатор Архангельской губернии в 1798—1799.

## Биография
Представитель старинного дворянского рода. Помещик Новгородской губернии (родовое имение — с. Малые Теребони). Сын лейтенанта Степана Воиновича Муравьева, участника Великой северной экспедиции 1734—1735, и его жены Акулины Фёдоровны Нелединской.
Состоял сначала на военной, потом на гражданской службе. В 1777 заседатель нижнего земского суда Нижегородского наместничества (в чине капитана). В 1781 уездный судья Новгорода. В 1786 советник винной и соляной экспедиции Новгородского наместничества. В 1790 председатель 1-го департамента Верхнего земского суда. В 1796 председатель Гражданского суда Новгородского наместничества (статский советник).
Действительный статский советник. В 1797—1798 тверской вице-губернатор. С 5 сентября 1798 по 23 февраля 1799 гражданский губернатор Архангельской губернии.
Жена — Марфа Казарина или Казаринова. Сын Муравьёв, Николай Назарьевич (1775—1845), в 1814—1818 губернатор Новгородской губернии. Внук — Николай Николаевич Муравьёв-Амурский (1809—1881).